# 奥の細道むすびの地記念館
奥の細道むすびの地記念館（おくのほそみちむすびのちきねんかん）は、松尾芭蕉がおくのほそ道の旅を終えた岐阜県大垣市にある記念館。
2008年の大垣市制90周年を記念し、「憩いと賑わいの空間」づくりの拠点として整備された。周辺整備も含めた事業費は約40億円。芭蕉と親交のあった俳人・谷木因の邸跡に建てられている。
なお東西全国俳句相撲の審査員などで市と縁のある俳人の黛まどかが市より委嘱を受け名誉館長を務めている。

## 施設
芭蕉館
おくのほそ道、松尾芭蕉に関する展示
- AVシアター
- 常設展示室（1 - 3）
- 企画展示室
- 収蔵庫

先賢館
大垣の先賢5人（江馬蘭斎、飯沼慾斎、江馬細香、梁川星巌、小原鉄心）を扱った展示
観光・交流館
- 多目的室1・2
- 情報・図書コーナー
- 物産コーナー「芭蕉庵」
- お休み処
- 赤ちゃんステーション
- 業務用スペース（大垣共立銀行船町出張所）

無何有荘大醒榭
大垣城下の林村（現大垣市林町）にあった大垣藩藩老小原鉄心の別荘「無何有荘」の「大醒榭（たいせいしゃ）」を移築。安政3年（1856年）建築の茅葺き（一部銅板葺き）の木造平屋建。和風に中国風意匠を取り入れた設計で茶室・湯殿・水屋・厠の4室で構成され、衝立には江戸時代には珍しい色ガラスが使用されている。大垣市重要文化財。無何有荘大醒榭は長らく大垣市林町にあったが、1963年（昭和38年）に常葉神社境内に移築され、1973年（昭和48年）全昌寺境内に移築。解体修復の上、2012年（平成24年）に奥の細道むすびの地記念館内に移築。
鉄心門
大垣城下郭町（現大垣市郭町）にあった小原鉄心の邸宅の裏門。藤江町の江馬邸に移築後、1978年（昭和53年）に全昌寺に移築。2012年（平成24年）に奥の細道むすびの地記念館内に移築。
イベント広場
敷地内には、深さ147mの井戸から湧き出ている湧水のむすびの泉がある。

## 利用案内
- 開館時間：
  - 9:00 - 17:00　（芭蕉館、先賢館）
  - 9:00 - 21:00　（観光・交流館）
- 休館日：年末年始（12月29日 - 1月3日）　※展示替えの臨時休館あり。

## 料金
- 芭蕉館/先賢館
  - 一般：300円
  - 団体（20人以上）：150円
  - 年間入館券：1,000円（発行年度（4月1日から3月31日の期間）のみ有効）
  - 18歳以下、及び大垣市内在住の満65歳以上などは無料。
- 観光・交流館は無料
- 大垣城・大垣市守屋多々志美術館・大垣市郷土館との共通券もある（一般：600円、団体300円）